# Lobelia macrocentron
Lobelia macrocentron là loài thực vật có hoa trong họ Hoa chuông. Loài này được (Benth.) T.J.Ayers mô tả khoa học đầu tiên năm 1987.